# Siniša Viđak
Siniša Viđak (Split, 1. svibnja 1971.) bivši je hrvatski reprezentativac i rekorder u plivanju (50m, 100m i 200m prsno). 
Nastupao je za plivačke klubove POŠK i Jadran iz Splita. Višestruki je državni prvak i rekorder prsnim stilom u 25-metarskim i 50-metarskim bazenima. Prvi je u povijesti tadašnje Jugoslavije isplivao dionicu od 50m prsno (25-metarski bazen) za manje od 30 sekundi (00:29.80), dionicu od 100m prsno (25-metarski bazen) brže od 1:04.00 (01:03.37), i dionicu 200m prsno (25-metarski bazen) brže od 2:20.00 (2:19.38).

## Omladinska konkurencija
Naslov ekipnog prvaka Balkana u omladinskoj konkurenciji osvaja s reprezentacijom Jugoslavije (Solun, 50-metarski bazen) 1986. godine. 
Naslove omladinskog prvaka Jugoslavije osvaja 1987. na zimskom prvenstvu države (Zrenjanin, 25-metarski bazen) na 100m i 200m prsno. Pobjedu u disciplini 100m prsno ostvario je postavljajući novi omladinski rekord Jugoslavije 1:07.37. Iste godine u 50-metarskom bazenu osvaja naslove omladinskog državnog prvaka na 100m i 200m prsno, te nastupa na Omladinskom prvenstvu Europe u Rimu. Posljednji rekord u omladinskoj konkurenciji postavlja na 100m prsno (Rijeka, 50-metarski bazeni) 1988. u vremenu 1:07.48. 

## Seniorska konkurencija
Prvi naslov državnog prvaka u seniorskoj konkurenciji (Zagreb, 25-metarski bazeni) osvaja na 200m prsno 1989. postavivši novi državni rekord Jugoslavije u vremenu 2:22.50. S ekipom splitskog POŠK-a osvaja Kup Jugoslavije (ekipno natjecanje klubova) 1990. održanom u Splitu. Na ovom je natjecanju postavio nove državne rekorde u seniorskoj konkurenciji u 25-metarskim bazenima: na 100m prsno 1:03.37 (kao prvi u povijesti države ispod 1:04.00) i 200m prsno 2:19.38 (kao prvi u povijesti države ispod 2:20.00). U tada neslužbenoj disciplini 50m prsno nije najavio mogućnost obaranja državnog rekorda tijekom nastupa na 100m prsno, pa iako je prvi u povijesti Jugoslavije isplivao 50m prsno ispod 30 sekundi (00:29.80) ovaj rezultat nije priznat kao državni rekord. Na posljednjem održanom prvenstvu Jugoslavije (Beograd, 50-metarski bazen) osvaja oba naslova državnog prvaka (na 100m i 200m prsno) uz obaranje još jednog državnog rekorda – 200m prsno u vremenu 2:28.20. Iste godine nastupa za reprezentaciju Jugoslavije na Balkanskim igrama u Skopju. Tijekom studija u SAD-u uspješno nastupa za Brigham Young University swimming team (All-american 1992. za paralelne akademske i sportske uspjehe). Kao pomoćni trener na istom timu (BYU) osvaja naslov prvaka Western Athletic Conference 1996.

## Turizam
Četverogodišnji studij turizma završio je na Brigham Young University u Provo, Utah, SAD. Po povratku iz SAD-a i nakon ispunjenja vojne obveze u RH profesionalno se bavi outgoing turizmom. Organizira više od 40 velikih tura posebnim (charter) zrakoplovima na razna europska i bliskoistočna odredišta (Lisabon, Porto, Madrid, Barcelona, Pariz, Luksemburg, London, Riga, Sankt Peterburg, Palermo, Catania, Rim, Istanbul, Izmir, Kayseri, Kairo, Luksor). Od 2006. profilira se u niši kulturnog i kongresnog turizma, unutar svog branda, organizirajući polaske skupina na kongrese u sve veće europske metropole, kao i Toronto, Cancun, Seoul, Amman, Kairo, Colombo, … Bavi se putopisnim novinarstvom, objavljuje članke u magazinu Optimist, te piše i uređuje putopisni časopis Explora News (24 stranice u boji; pet izdanja). Osmislio je i održavao nekoliko internetskih portala, a najveći broj putopisa nalazi se na stranicama koje trenutno održava (vidi pod vanjske poveznice). Tri godine radi kao voditelj i urednik putopisne emisije na radijskoj postaji KL nazvane Explora – putopisna ćakula sa Zlatkom i Sinišom (Zlatko Boko je suurednik i suvoditelj emisije). Posebno je aktivan kao vodič turističkih skupina na europska, bliskoistočna i daleka odredišta. Bavi se amaterski fotografijom posebno na području Dalmacije, ali i na odredištima koja kao vodič turističkih skupina posjećuje.  Nakon 18 godina radnog iskustva u turizmu od 2. prosinca 2015. vlasnik je svoje turističke agencije.

## Akvaristika (Aquascape)
Od sredine 1980-ih bavi se akvaristikom. Slijedi pok. Takashi Amana od 1991. i ulazi u nišu (ogranak) akvaristike koji se naziva aquascape. Osmišljava i izađuje podvodne krajolike visokih estetskih vrijednosti u kojima se ne koriste umjetni materijali i dekoracija. Na neslužbenom prvenstvu svijeta koje se održava u Japanu (IAPLC) ostvario je visoko 156. mjesto od ukupno 2545 sudionika 2015. godine. Ova je pozicija uvjerljivo najbolji plasman među hrvatskih i regionalnih akvarista te godine.

### Mrežna mjesta
- www.sinisavidak.com  Arhivirana inačica izvorne stranice od 31. svibnja 2017. (Wayback Machine)